# Узбуна!
Узбуна! је деветнаести студијски албум Рибље чорбе, на албуму се налази дванаест песама. Албум је продуцирао британски продуцент Џон Мекој, са којим је бенд снимио своје претходне албуме Мртва природа, Бувља пијаца и Истина. Албум је издат на ЦД али и на грамофонској плочи.

## Чланови групе
- Бора Ђорђевић
- Миша Алексић
- Мирослав Милатовић
- Видоја Божиновић
- Никола Зорић